# الکسی برزوتسکی
الکسی ولادیمیروویچ برزوتسکی (روسی: Алексей Владимирович Березуцкий؛ زاده ۲۰ ژوئن ۱۹۸۲) بازیکن فوتبال پیشین اهل روسیه است.
وی برای تیم ملی فوتبال روسیه ۵۸ بازی انجام داده‌است.
برادر دوقلوی او واسیلی برزوتسکی نیز بازیکن فوتبال است و سابقهٔ بازی برای زسکا مسکو را دارد.

## افتخارات

### باشگاهی
زسکا
- لیگ اروپا (۱): ۰۵–۲۰۰۴
- لیگ برتر فوتبال روسیه (۶): ۲۰۰۳، ۲۰۰۵، ۲۰۰۶، ۱۳–۲۰۱۳، ۱۴–۲۰۱۳، ۱۶–۲۰۱۵
- جام حذفی فوتبال روسیه (۷): ۲۰۰۲، ۲۰۰۵، ۲۰۰۶، ۲۰۰۸، ۲۰۰۹، ۲۰۱۱، ۲۰۱۳
- سوپر جام فوتبال روسیه (۵): ۲۰۰۴، ۲۰۰۶، ۲۰۰۷، ۲۰۰۹، ۲۰۱۳